# Colmnitz (Großenhain)
Colmnitz ist ein Ortsteil der sächsischen Stadt Großenhain im Landkreis Meißen.

## Geografie und Verkehrsanbindung
Das Dorf liegt rund acht Kilometer nordwestlich von der Großenhainer Altstadt entfernt in der Großenhainer Pflege. Über die Kreisstraße 8572 ist der Ort mit der etwa einem Kilometer südlich verlaufenden B98 verbunden. Eine Buslinie zwischen Riesa und Großenhain verbindet Colmnitz mit dem Eisenbahnnetz.

### Nachbarorte
| Peritz   | Pulsen                                      | Zabeltitz |
| Radewitz | Kompassrose, die auf Nachbargemeinden zeigt | Bauda     |
| Glaubitz | Roda                                        |           |

## Geschichte

### Deutung des Ortsnamens

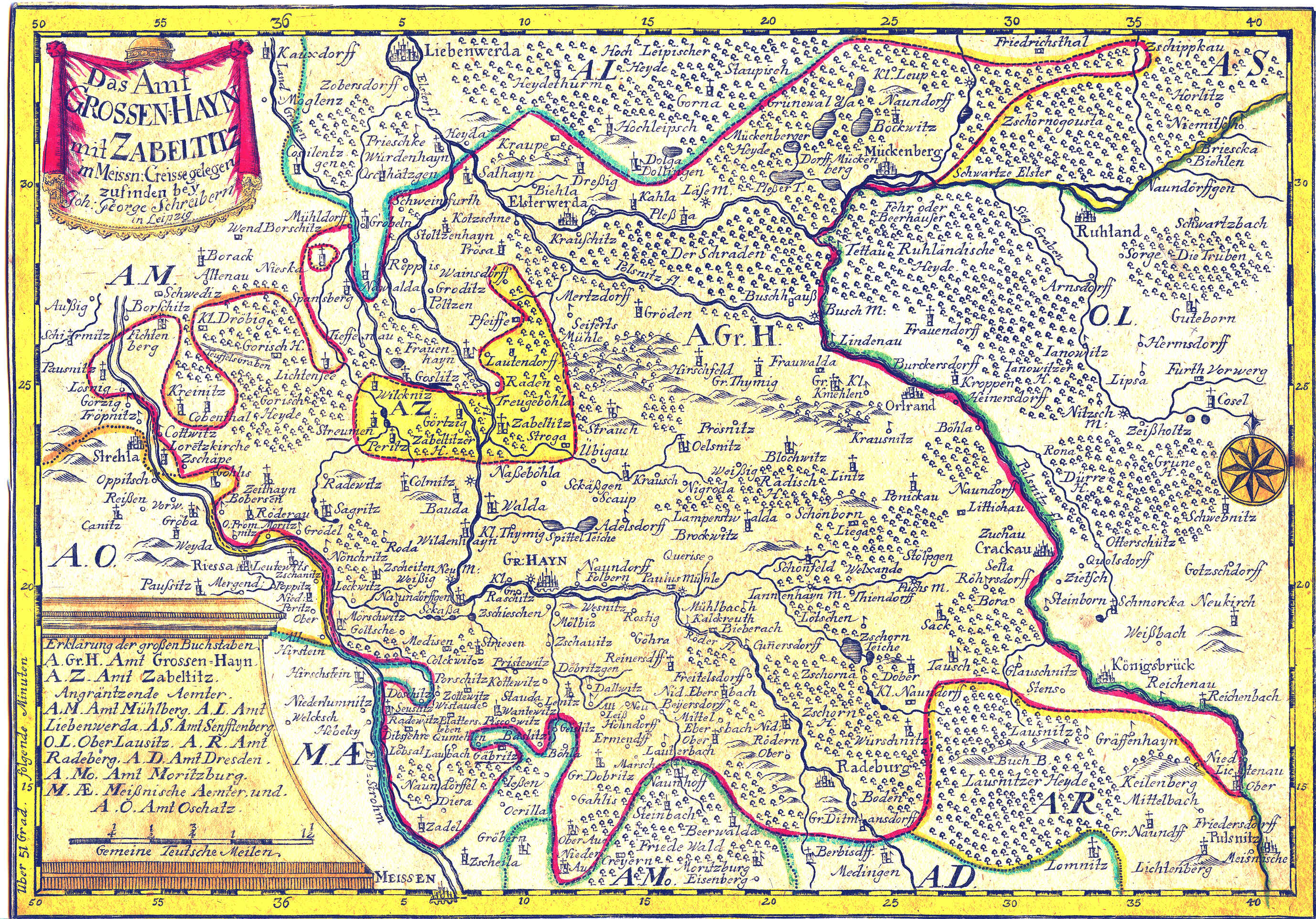
Die Ämter Hayn und Zabeltitz um 1752

Der Name Kolmenicz kommt aus dem Altsorbischen und bedeutet so viel wie ‚Ort im hügligen Gelände‘ oder ‚Ort am Hügelbach‘ von Cholm, was Hügel bedeutet.

### Entwicklung des Ortsnamens
- 1378: Kolmenicz[3]
- 1456: Kolmenitz
- 1493: Kolmitz
- 1540: Colmitz
- 1554: Kolwicz
- 1875: Collmnitz

### 1378 – 2012
Colmnitz wurde im Jahr 1378 erstmals als zum Besitz des Großenhainer Schlosses gehöriges und dem Meißner Markgrafen zinspflichtiges Dorf erwähnt.
Im Jahr 1456 erhielten die Herren von Köckeritz das Dorf als Lehen. Im Jahr 1475 wohnten in Colmnitz fünf Bauern und ein Dorfrichter. 1493 erwarb Colmnitz Dietrich von Schleinitz. Im Besitz der Familie blieb der Ort bis zum Beginn des 18. Jahrhunderts. Eine Schäferei gab es bereits 1520 im Ort.
Die Pest grassierte 1611 bis 1612 in der Gegend. Immer wieder wüteten Brände im Ort und auch der Dreißigjährige Krieg forderte viele Opfer. 1638 brannte als dessen Folge fast das ganze Dorf nieder. Bis 1566 lag der Ort wüst und wurde dann langsam wieder aufgebaut. 1575 gab es wieder neun Hausbesitzer.
Schon früh ist ein beginnendes Schulwesen bekannt. 1555 unterrichtete der Custos zu Bauda die Kinder. Von 1804 bis 1839 gab es eine Wanderschule im Ort, die reihum auf den verschiedenen Bauerngütern unterrichtete. 1853 wurde ein eigenes Schulhaus erbaut.
Seit dem 28. Juli 1578 ist ein Bierausschank nachgewiesen.
Im Jahr 1760 sollen die Bauern auf dem Colmnitzberg lagernde preußische Soldaten mit Vieh versorgt haben, bevor diese in den Siebenjährigen Krieg gegen die Österreicher zogen.
1830 wird zum ersten Mal eine Windmühle im Ort nachgewiesen.
Die LPG Colmnitz wurde 1955 gegründet. Ab 1968 konnten die Erträge auf den kargen Colmnitzer Böden durch Melioration erheblich gesteigert werden, da eine neu erbaute Beregnungsanlage im Grödel-Elsterwerdaer Kanalgebiet in Betrieb genommen wurde.
Am 1. Oktober 1960 konnte der Gemeindekindergarten eröffnet werden, den auch viele Kinder der umliegenden Orte besuchten. Im Jahr 1968 wurde die erste Wasserleitung in Colmnitz verlegt und der Ort an das Trinkwassernetz angeschlossen.
Der Gasthof wurde zusammen mit dem ehemaligen Verwaltungsgebäude der LPG Kanalgebiet Riesa nach der Wende abgerissen, da sich kein Investor fand.
Anfang der 1990er Jahre musste der Kindergarten geschlossen werden. Das Gebäude wurde umgebaut und wird nun als Jugendclub genutzt.
Durch den Tornado am Pfingstmontag 2010 wurde auch Colmnitz getroffen. Mehrere Häuser im Ort und auch das Kirchendach wurden beschädigt.
Im Sommer 2012 wurde die Freiwillige Feuerwehr Colmnitz wegen Personalproblemen abgeschafft.

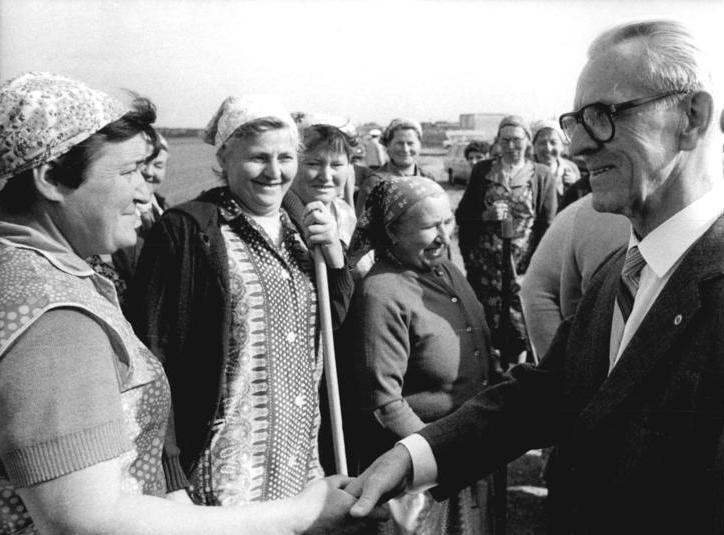
Besuch der LPG Colmnitz durch Willi Stoph, 1983

### Bevölkerungsentwicklung
| Jahr | Einwohner |
| ---- | --------- |
| 1834 | 195       |
| 1871 | 234       |
| 1890 | 260       |
| 1910 | 214       |
| 1925 | 226       |
| 1939 | 206       |
| 1946 | 299       |
| 1950 | 273       |
| 1964 | 194       |
| 1990 | 184       |
| 2011 | 145       |
| 2015 | 134       |

## Sehenswürdigkeiten

### Kirche Colmnitz
Die erste bekannte Kirche wurde im 12. Jahrhundert erbaut und um 1400 um einen Westbau mit Freskenausmalung mit Arkaden, Ranken und Heiligen mit Büchern erweitert. Sie brannte im Dreißigjährigen Krieg, vermutlich 1638 gemeinsam mit dem Dorf, ab und wurde erst 1674 wieder aufgebaut. 1784 wurde das Herrschaftliche Bethäuschen abgerissen und die Kirche 1798 erneut umgebaut und um eine Vorhalle erweitert.
1910 wurde das alte Kirchengebäude abgerissen und ein neues errichtet. Von der alten Kirche blieben nur zwei Holzsäulen auf beiden Seiten des Altars.
Die Decke ist ein mit Engelsköpfen im Jugendstil bemaltes Tonnengewölbe. Die Orgel ist ein Werk der Firma Jehmlich.
1993 wurde ein neues Zifferblatt am Turm angebracht, das dem Jugendstil nachempfunden ist.
Der Ort hatte nie einen eigenen Pfarrer und wurde mehrmals wechselnd anderen Gemeinden zugeschlagen.
Der Kirchhof wird als Friedhof genutzt. Gottesdienste werden in der Sakristei gefeiert, die zu einem Gemeinderaum umgestaltet wurde.
Kirchlich gehörte der Ort bis 1540 zum Sprengel Peritz, danach zur Baudaer Kirche. Seit 1925 gehört die Kirche als Filialkirche zu Wildenhain. Colmnitz gehört seit 2001 zur Kirchgemeinde Streumen und seit Anfang 2013 zum Ev.-Luth. Kirchenbezirk Meißen-Großenhain.